# Eritema ab igne
Eritema ab igne também conhecida como eritema calórico é um eritema(mancha vermelha) causado por exposição repetida e prolongada à radiação infravermelha, calor em temperatura de até 45°C. Trata-se de uma lesão geralmente assintomática mas que pode ser acompanhada de ardência e prurido. Sua principal característica são hiperpigmentação reticuladas, descamação fina, atrofia epidérmica e telangiectasias.

## Causas
As causas mais comuns são fontes de calor intenso como bolsas de água quente, braseiros, fornos a gás ou a carvão e radiadores a vapor. Profissionais que lidam com fontes de calor constantes são os mais afetados. Existem relatos de tratamentos fisioterápicos para dor crônica que resultaram nesse tipo de queimadura. Essa terapia usa o ultra-som e a diatermia de ondas curtas para promover, através de ondas mecânicas de alta frequência, uma vibração extremamente rápida nos tecidos de forma a gerar calor e consequente dilatação dos vasos locais e alívio da dor.
Os locais afetados mais comuns são barriga, braços, mãos, pernas e costas.

## Características
As alterações histopatológicas compreendem fragmentação do colágeno, deposição de melanina e hemossiderina, formação de telangiectasias, infiltrados de leucócitos polimorfonucleares, linfócitos e histiócitos. Os danos por exposições a calor são cumulativos.
Existem relatos de carcinoma epidermóide e ceratite que se desenvolveram como consequência de um eritema ad igne.

## Tratamento
Passar creme de fluorouracil também conhecida como 5-FU (nomes comerciais: Efudex, Carac or Fluoroplex) podem ser úteis para a inibição do metabolismo dos queratinócitos displásicos. Deve-se evitar fontes de calor para que se permita um desaparecimento progressivo da lesão deixando sua coloração fique menos aparente. A lesão pode tornar-se permanente se a exposição ao calor não for evitada.